# Real World Records
Real World Records é uma gravadora britânica fundada em 1989 pelo cantor Peter Gabriel para gravar e propagar Música do Mundo, bem como seus próprios lançamentos.
Em 1999, a gravadora já havia vendido 3 milhões de gravações mundialmente e lançado 90 álbuns, tendo alcançado a marca dos 200 álbuns em 2015.

## Visão Geral
A gravadora cresceu junto com o sucesso dos festivais WOMAD e a exploração de Peter Gabriel de músicas de outras culturas, ajudando a colocar o gênero música do mundo na consciência geral do público nos anos 90. A gravadora é distribuída mundialmente  pela Republic Records. Há outros acordos de distribuição com a Caroline Records, Rykodisc, Virgin Records e Narada Productions.

## Artistas
- Afro Celt Sound System
- Ashkhabad (band)
- Bernard Kabanda
- Big Blue Ball
- Charlie Winston
- Creole Choir of Cuba
- Dengue Fever
- Farafina
- Fatala
- Geoffrey Oryema
- Guo Brothers
- Hoba Hoba Spirit
- Johnny Kalsi
- Joi
- Joseph Arthur[5]
- Les Amazones d'Afrique
- Little Axe
- Mamer
- Maryam Mursal
- Nusrat Fateh Ali Khan
- Ozomatli
- Paban Das Baul[6]
- Pan-African Orchestra
- Papa Wemba
- Peter Gabriel
- Portico Quartet
- Samuel Yirga
- Sheila Chandra
- Sevara Nazarkhan
- Spiro (band)
- The Blind Boys of Alabama
- The Imagined Village
- U. Srinivas
- Värttinä